# چایلدرز، کوئینزلند
چایلدرز (به انگلیسی: Childers) یک شهرک در استرالیا است که در کوئینزلند واقع شده‌است.